# Sivalbådan
Sivalbådan är en ö i Finland. Den ligger i Norra Östersjön eller Skärgårdshavet och i kommunen Hangö i den ekonomiska regionen  Raseborg i landskapet Nyland, i den sydvästra delen av landet. Ön ligger omkring 130 kilometer väster om Helsingfors.
Öns area är 0,3 hektar och dess största längd är 90 meter i nord-sydlig riktning. Närmaste större samhälle är Hangö, 10,9 km nordost om Sivalbådan.